# Josepa Quer Ivern
Maria Josepa Quer Ivern va ser una religiosa catalana nascuda a Reus, a l'edifici de La Boella, el 27 d'agost de 1818.
Va ingressar al convent de les monges Carmelites Descalces de Reus, situat a la plaça de les Monges, (actualment la plaça de Prim) el 1833. El 1835 el convent va ser assaltat durant la bullanga. Josepa Quer i la comunitat es van poder salvar fugint al convent carmelità de Narbona, a França. L'Ajuntament va prendre possessió de l'edifici i el destinà a quarter de la Milícia Nacional. El 1851 les religioses van tornar de França i, tot i que el convent havia estat afectat per la Llei de Desamortització, l'Ajuntament el tornà a la comunitat. El 1860 va ser elegida Prelada, és a dir, superiora de la comunitat i el 1867 va tornar a ser elegida pel càrrec. El 1868, amb la revolució de Setembre que havia iniciat Juan Bautista Topete a Cadis i havia secundat Joan Prim, de signe liberal i laïcista, es va produir un moviment popular a Reus, força radicalitzat, que no va poder ser controlat sempre per la Junta Revolucionària i va cremar fàbriques i cases d'alguns empresaris que es consideraven propers al règim conservador, i es va voler tornara assaltar el convent. Josepa Quer es va refugiar de moment a casa dels seus familiars a Reus. El 22 d'octubre, la Prelada Quer va lliurar a la Junta Revolucionària un paper signat el dia 18 en el qual reconeixia que els de la Junta es van comportar en tot moment de forma immillorable amb ella i les altres monges, i que els van oferir diners i van deixar que retiressin tots els seus béns i a la superiora tot el que hi havia de valor a l'església i al convent sense cap coacció. Després, amb la comunitat es traslladà a Tarragona on es va estar set anys, presidí diferents comunitats i emprengué algunes fundacions a tot Catalunya. Mentrestant, el convent de Reus va ser enderrocat a inicis del 1869 per a donar feina als aturats i construir-hi la Plaça de Prim actual. Reedificat el convent de Carmelites a Reus en un altre lloc, hi va tornar el 1875, amb la Restauració borbònica per refundar la comunitat carmelitana de clausura. Va morir a Reus el 25 de juny de 1883. La seva ciutat natal, per la seva prudència i dedicació, la va nomenar filla il·lustre i li va dedicar un Carrer (el Carrer de la Prelada Quer).